# Том Кінґ (яхтсмен)
Том Кінґ (англ. Tom King, 8 лютого 1973) — австралійський яхтсмен.
Олімпійський чемпіон 2000 року в класі 470, учасник 1996 року.